# Шитиков, Алексей Павлович
Алексе́й Па́влович Ши́тиков (1 (14) марта 1912, Горка, Кологривский уезд, Костромская губерния, Российская империя — 2 августа 1993, Москва, Россия) — советский партийный и государственный деятель. Чтобы избежать неприятных ассоциаций, при упоминании деятеля по-английски было принято именовать его как Chitikov.

## Биография
Родился 1 (14) марта 1912 в деревне Горка Кологривского уезда Костромской губернии Российской империи (ныне деревня в составе Кологривского района Костромской области Российской Федерации).

### Образование
В 1936 окончил Горьковский сельскохозяйственный институт (ныне — Нижегородский государственный агротехнологический университет).
В 1951 окончил Высшую партийную школу при ЦК ВКП(б).

### Трудовая деятельность
1936 — зоотехник районного земельного отдела, первый секретарь Ардатовского районного комитета ВЛКСМ (Горьковская область). Член ВКП(б) с 1939.
- 1941—1945 гг. — в РККА.[4]
- 1945—1948 гг. — в аппарате Хабаровского краевого комитета ВКП(б),
- 1948—1950 гг. — секретарь Камчатского областного комитета ВКП(б),
- 1950—1952 гг. — в аппарате Хабаровского краевого комитета ВКП(б),
- 1952—1955 гг. — первый секретарь обкома ВКП(б)-КПСС Еврейской автономной области,
- 1955 г. — секретарь Хабаровского краевого комитета КПСС,
- ?-1957 гг. — второй секретарь Хабаровского краевого комитета КПСС,
- 1957—1970 гг. — первый секретарь Хабаровского краевого комитета КПСС,
- 1970—1984 гг. — председатель Совета Союза Верховного Совета СССР.

С 1970 г. — председатель Парламентской группы СССР, с 1971 г. — председатель Советского комитета за европейскую безопасность и сотрудничество.
1984 г. — на пенсии.
В 1984—1991 гг. — председатель Президиума Советского общества по культурным связям с соотечественниками за рубежом.
Член ЦК КПСС (1961—1986). Депутат Верховного Совета СССР 4-11 созывов. Похоронен в Москве на Кунцевском кладбище.

## Награды
- Три ордена Ленина
- Три других ордена, один из них — орден Октябрьской Революции[5]
- Медали